# فرودگاه بارکرویل
فرودگاه بارکرویل (به انگلیسی: Barkerville Airport) یک فرودگاه همگانی است که یک باند فرود آسفالت دارد و طول باند آن ۸۲۳ متر است. این فرودگاه در کشور کانادا قرار دارد و در ارتفاع ۱۲۳۷ متری از سطح دریا واقع شده‌است.